# Lepidium flexicaule
Lepidium flexicaule är en korsblommig växtart som beskrevs av Thomas Kirk. Lepidium flexicaule ingår i släktet krassingar, och familjen korsblommiga växter. Inga underarter finns listade i Catalogue of Life.